# Лауро Амадо
Лауро Амадо (нім. Lauro Amadò; нар. 15 березня 1912, Лугано — пом. 6 червня 1971, Лугано) — швейцарський футболіст, що грав на позиції нападника. Виступав, зокрема, за клуб «Грассгоппер», а також національну збірну Швейцарії.
П'ятиразовий чемпіон Швейцарії.

## Клубна кар'єра
Грав у складі клубу «Лугано», в складі якого в сезоні 1930—1931 років володарем Кубка Швейцарії. У 1931 році перейшов у команду клубу «Янг Бойз», в якій провів один сезон. Згодом з 1932 по 1940 рік грав у складі команд клубів «Серветт» та «Лугано». Протягом цих років двічі виборював титул чемпіона Швейцарії.
В 1939 році в матчі чемпіонату проти «Базеля» Амадо весь другий тайм провів на позиції воротаря через травму Лакуа. Пропустив п'ять голів, а його команда програла з рахунком 0:7.
1941 року перейшов до клубу «Грассгоппер», за який відіграв 7 сезонів. За цей час додав до переліку своїх трофеїв ще три титули чемпіона Швейцарії. Найвлучніший гравець чемпіонатів Швейцарії 1943 (31), 1947 (19). Завершив професійну кар'єру футболіста виступами за команду «Грассгоппер» у 1948 році.
Помер 7 червня 1971 року на 60-му році життя у місті Лугано.

## Виступи за збірну
1938 року дебютував в офіційних матчах у складі національної збірної Швейцарії. Протягом кар'єри у національній команді, яка тривала 11 років, провів у формі головної команди країни 54 матчі, забивши 21 гол.
У складі збірної був учасником чемпіонату світу 1938 року у Франції.

## Титули і досягнення
- Чемпіон Швейцарії (6):

«Серветт»: 1932-33, 1933-34
«Лугано»: 1937-38
«Грассгоппер»: 1941-42, 1942-43, 1944-45
- Кубок Швейцарії (5):

«Лугано»: 1930-31
«Грассгоппер»: 1940-41, 1941-42, 1942-43, 1945-46.
- Найкращий бомбардир Чемпіонату Швейцарії (2):

1942-43, 1946-47.